# Friedrich Hardt
Friedrich Hardt (* 1. Oktober 1902 in Mönkhagen; † 2. September 1995 in Mönkhagen) war ein deutscher Politiker der CDU.

## Leben
Hardt war Landwirt von Beruf. Er bewirtschaftete einen Hof in Mönkhagen im Kreis Stormarn. Danker und Lehmann-Himmel charakterisieren ihn, der nicht der NSDAP beitrat, in ihrer Studie über das Verhalten und die Einstellungen der Schleswig-Holsteinischen Landtagsabgeordneten und Regierungsmitglieder der Nachkriegszeit in der NS-Zeit als „angepasst-ambivalenten“ Angehörigen traditioneller Eliten.
Hardt trat Ende der 1940er Jahre der CDU bei. Er gehörte 1946 dem ersten ernannten Landtag von Schleswig-Holstein an. Ursprünglich fraktionslos schloss er sich bereits am 13. März 1946 der CDU-Fraktion als Hospitant an. Später war er Mitglied im Kreistag des Kreises Stormarn, wo er von 1955 bis 1974 Kreispräsident war.
Im ersten Kabinett Steltzer war Hardt vom 13. März bis 11. November 1946 stellvertretender Minister für das Gesundheitswesen. Zeitweise war er auch Bürgermeister seiner Heimatgemeinde Mönkhagen.

## Ehrungen
- 1982: Großes Verdienstkreuz der Bundesrepublik Deutschland